# 桂川站 (京都府)
桂川站（日语：／ Katsuragawa eki */?）是位於京都市南區久世高田町之鐵路車站。由西日本旅客鐵道（JR西日本）經營，停站路線只有東海道本線（JR京都線）。本站至2010年3月為止為JR西日本內最新的車站。

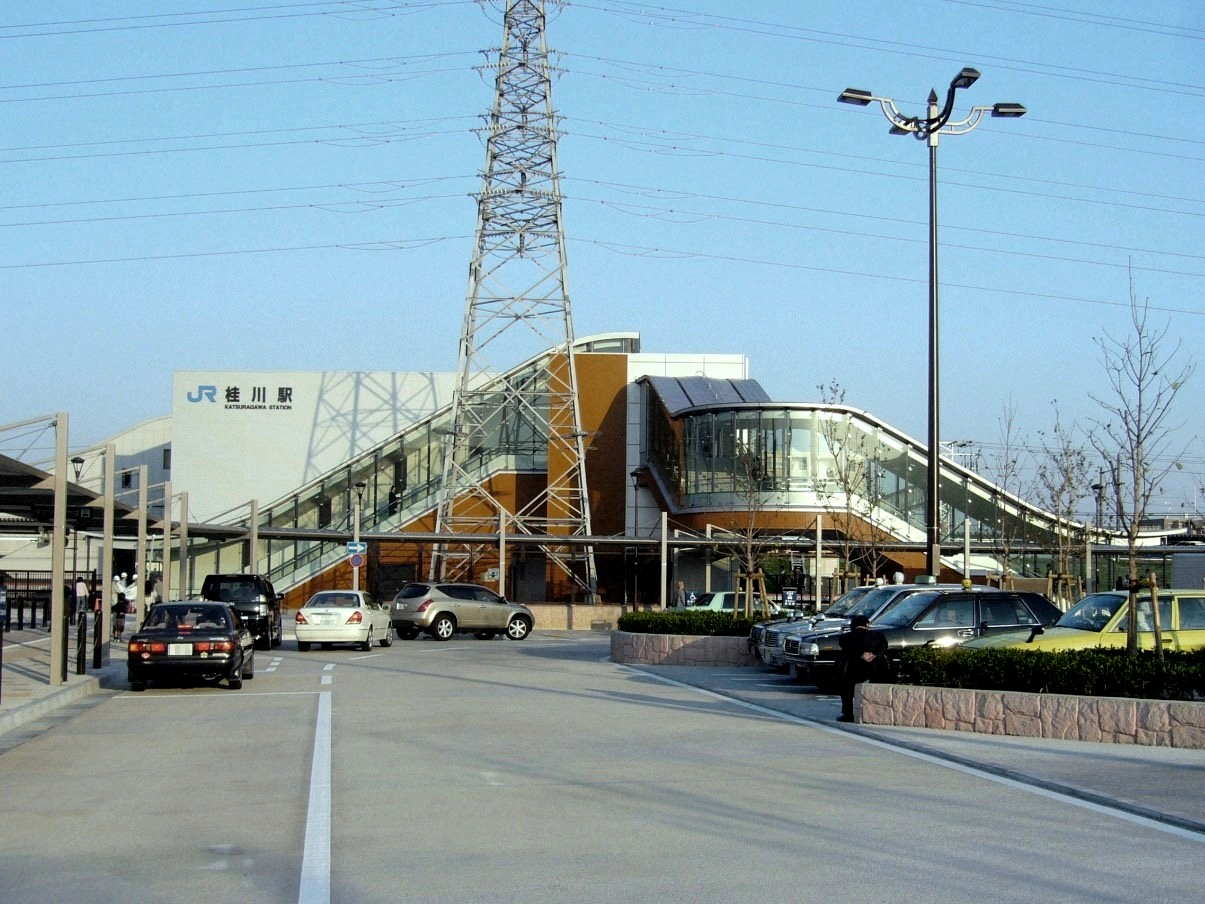
西口（2008年10月）

## 概要
本站屬都市網絡內，可使用ICOCA卡進出。新快速、快速、特急列車都不會停本站，只有普通（京阪神緩行線）停在本站。

## 車站構造

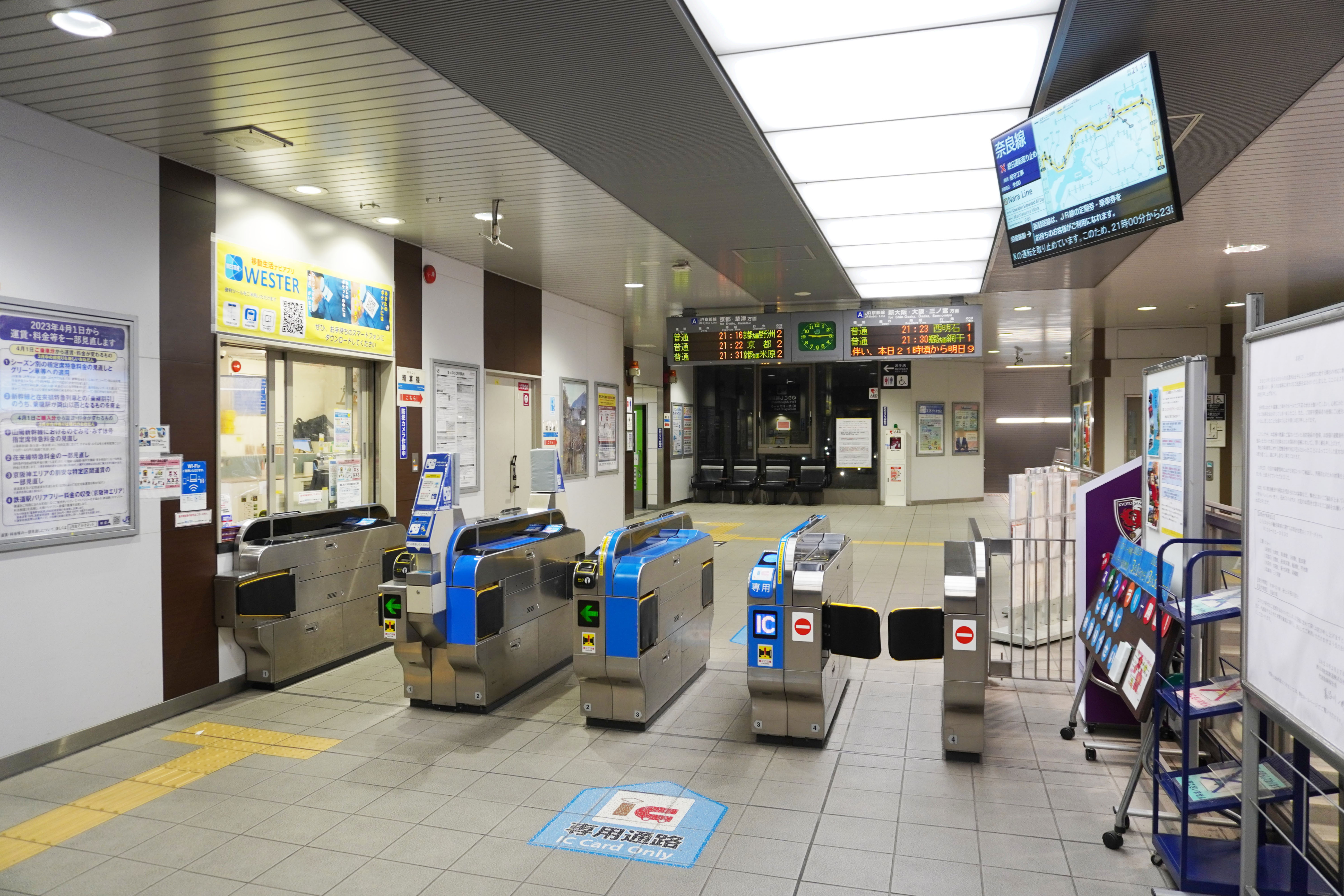
驗票口（2023年2月）

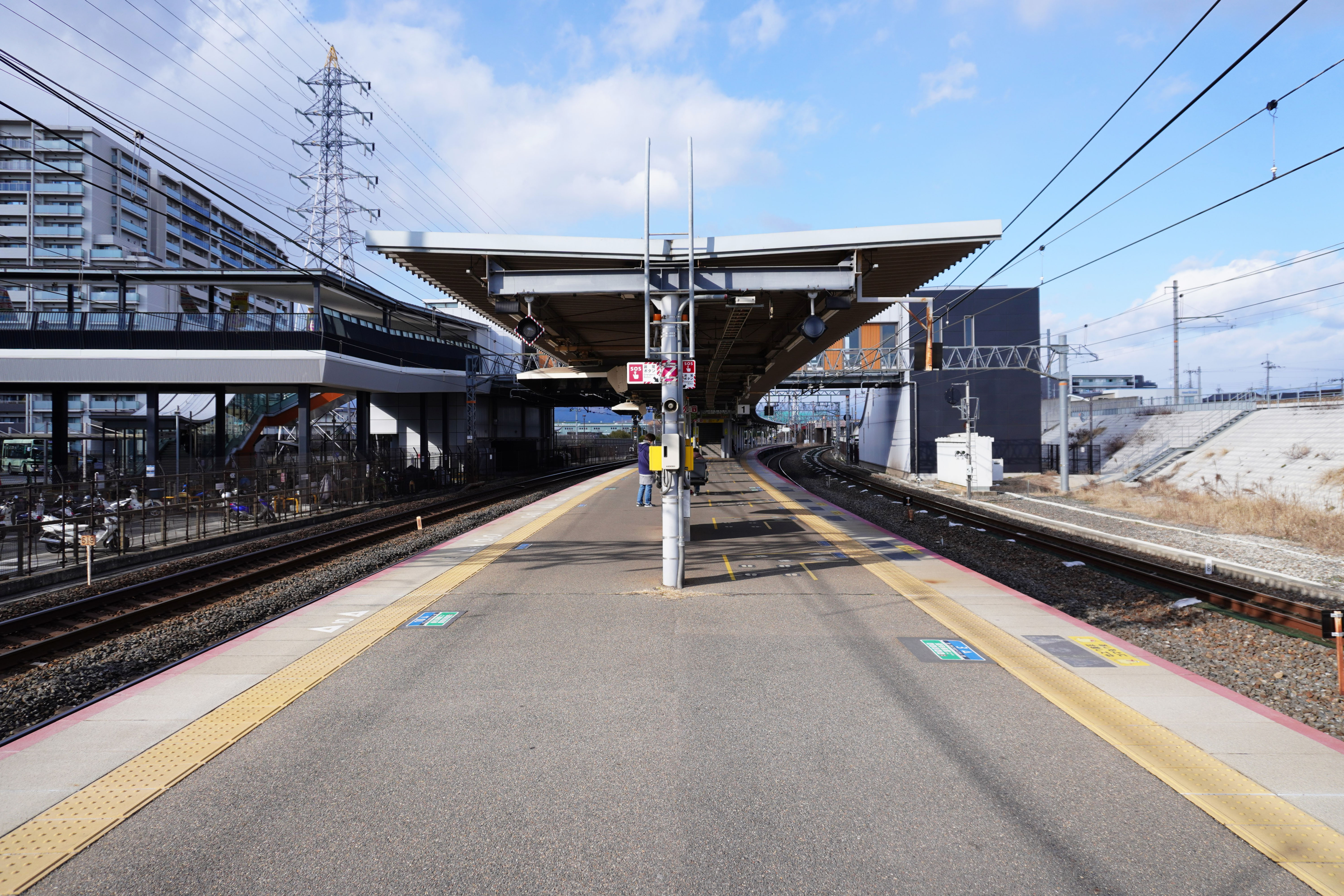
月台（2023年2月）

本站為島式月台1面2線的車站，可容納12卡列車。
| 月台 | 路線     | 方向 | 軌道   | 目的地                   |
| ---- | -------- | ---- | ------ | ------------------------ |
| 1    | JR京都線 | 上行 | 外側線 | （只限通過列車，不開放） |
| 2    | JR京都線 | 上行 | 內側線 | 京都、草津方向           |
| 3    | JR京都線 | 下行 | 內側線 | 新大阪、大阪、三之宮方向 |
| 4    | JR京都線 | 下行 | 外側線 | （只限通過列車，不開放） |

## 使用情況
2018年度上車人次為15,375人。
而開業前預定的1日上車人次為4,200人。
根據京都府統計書，1日平均上車人次如下表。
| 年度   | 一日平均 上車人次 |
| ------ | ----------------- |
| 2008年 | 4,170             |
| 2009年 | 5,548             |
| 2010年 | 6,507             |
| 2011年 | 7,331             |
| 2012年 | 7,811             |
| 2013年 | 8,427             |
| 2014年 | 11,208            |
| 2015年 | 13,158            |
| 2016年 | 14,134            |
| 2017年 | 14,926            |
| 2018年 | 15,375            |

## 車站周邊
- 陸上自衛隊桂駐屯地
- 阪急京都線洛西口站（距離本站約600公尺）

### 巴士路線
- 京都市交通局
  - 42號 往東寺南門前・京都站前、洛西口站前
  - 70號 往桂站東口・太秦天神川站前
  - 西4號 往洛西口站前・洛西巴士總站
  - 特南1號 往桂站東口・桂高校前
- 阪急巴士
  - 4系統 往JR向日町・阪急東向日
  - 4系統 往（阪急）洛西口駅站・境谷大橋・西竹之里町・洛西巴士總站
  - 24系統 往（阪急）洛西口駅站・洛西大橋・福西竹之里（循環線）
  - 24系統 往車塚住宅前・阪急東向日
- 京阪京都交通
  - 11A號/12A號 往藝大前・京都成章高校前
  - 22號 往京大桂校園・桂坂中央、JR向日町站
  - 61號/62號 往京都學園大學
- 八坂巴士
  - 1號 經洛西(境谷大橋)往桂坂中央
  - 2/3號 洛西地區循環線
  - 4號 經洛西(洛西高校前)往桂坂中央
  - 6號 經東桂坂(京大桂校園)往桂坂中央行
  - 臨時線 往京都明徳高校前
  - 1A/2A/3A/4A號 往JR向日町

## 歷史

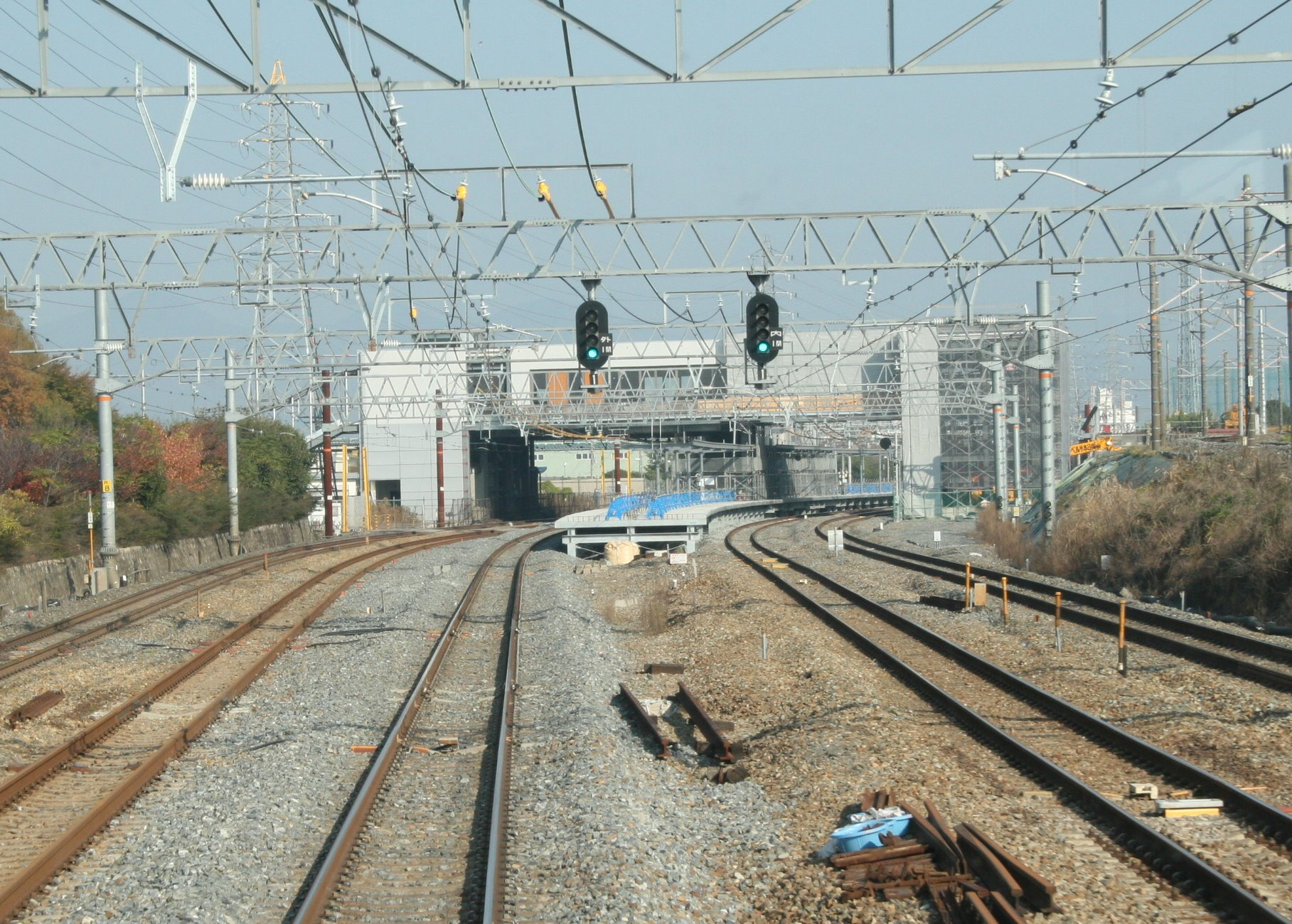
正在建築中的車站
（2007年11月25日）

車站之預定位置已經有10年以上。當初，雖預計於2005年冬天開業，但受到了車站周邊進行之都市再開發事業的影響而延遲開業。另外，車站地下之都市計畫道路久世北茶屋線(京都府道201號中山稻荷線的一部分)也在當時進行擴建工程，所以開業時間便延遲至2008年。

### 年表
- 2006年（平成18年）- 久世北茶屋線之擴建工程完成、車站大堂開始建造。
- 2008年（平成20年）
  - 6月23日 - 正式車站名稱及開業日已定。
  - 10月18日 - 東海道本線之西大路 - 向日町之間開設新站。

## 相鄰車站
西日本旅客鐵道
 JR京都線（東海道本線）
■新快速、■快速
通過
■普通（包括高槻站以西快速列車）
西大路（JR-A32）－桂川（JR-A33）－向日町（JR-A34）

## 外部連結
- 桂川｜車站資訊：JR出門網 - 西日本旅客鐵道